# Підпал пердежу
Підпал пердежу (англ. Fart lighting), також відомий як пірофлатуризм чи пірофлатуленція (англ. pyroflatulence), або запалювання газів — практика підпалу газів, що утворюються внаслідок метеоризму. Полум'я, яке виникає в результаті, часто має блакитний відтінок, тому цей акт у розмовній мові називають «блакитним ангелом», «блакитною стрілою» або в Австралії «блакитним полум'ям». Той факт, що газ легкозаймистий, і його фактичне спалювання через цю практику спричиняє багато жартівливих висловлювань. Інші кольори полум'я, такі як помаранчевий і жовтий, можливі в залежності від суміші газів, що утворюються в товстій кишці.
У 1999 році автор Джим Доусон зауважив, що підпал пукання протягом десятиліть було новинкою в першу чергу серед молодих чоловіків і студентів, але практика не рекомендується через його потенційну шкоду. Такі експерименти, як правило, відбуваються під час походів і в гуртожитках одностатевих груп, таких як будинки на деревах, гуртожитки чи будинки братства. З появою функцій обміну відео в Інтернеті сотні власноруч створених відео, як документальних, так і підроблених, були опубліковані на таких сайтах, як YouTube. Люди, які з’являються на відео, переважно є молодими підлітками. У своїй книзі «Прокляття себе: самосвідомість, егоїзм і якість людського життя» автор Марк Річард Лірі пояснює, що велика кількість нещасть пов'язана з нездатністю людей контролювати свої думки та поведінку, а також що «дурні трюки», включно із підпалом продукту метеоризму, були способом справити враження та бути залученими до групових зв’язків шляхом гейзингу.
Існує багато анекдотичних розповідей про запалення газів, і ця діяльність висвітлюється в популярній культурі. У своїй книзі «Electric Don Quixote: The Definitive Story of Frank Zappa» автор Ніл Слейвен цитує Заппу, де він обговорює «чоловічне мистецтво пукання», а в тексті пісні «Let's Make the Water Turn Black» є такі слова: «Ронні допомагає Кенні підпалювати свої пуки геть». В іншій книзі Заппи цитує свого сусіда Кенні Вільямса, який каже, що вона демонструє «стиск, запалювання, згоряння та вихлоп».
Були задокументовані випадки ненавмисного запалювання флатуленції під час операції, що призводило до травмування пацієнта і ризику смерті.

## Хімія
Склад газів метеоризму різко відрізняється в різних людей. Метеоризм утворює суміш газів, включаючи метан, який згорає в кисні, утворюючи воду і вуглекислий газ, що часто має блакитний відтінок (ΔH c = −891 кДж/моль), як:
CH₄(г) + 2 O₂(г) → CO₂(г) + 2 H₂O(г)
Сірководень також є легкозаймистим (ΔHc = −519 кДж/моль) і горить до:
2 H₂S + 3 O₂(г) → 2 SO₂(г) + 2 H₂O (г)

### Отримання газу
Деякі гази метеоризму, такі як метан і водень, виробляються бактеріями, які живуть у симбіозі в товстій кишці людини та інших ссавців. Гази утворюються як побічний продукт перетравлення бактеріями їжі на відносно простіші речовини. Кисневий і азотистий компонент метеоризму можна пояснити аерофагією, тоді як компонент CO₂ виникає в результаті реакції шлункової кислоти (HCl) з лужною панкреатичною жовчю (NaHCO₃).
Запах, пов’язаний з метеоризмом, виникає через сірководень, скатол, індол, летючі аміни та коротколанцюгові жирні кислоти, які також виробляються бактеріями. Ці речовини виявляються нюховими нейронами в низьких концентраціях до 10 частин на мільярд, сірководень є найбільш помітним.